# 哈莱阿卡拉国家公园
哈莱阿卡拉國家公園（英語：Haleakalā National Park）是美國位於夏威夷州茂宜島的一個國家公園。公園面積33,265英畝（134.62平方公里）。哈莱阿卡拉（Haleakalā）在夏威夷語是"太陽之家（house of the sun）"之意。哈莱阿卡拉國家公園分為兩個截然不同的部分：峰頂區和海濱區（Kipahulu）。園區每年平均參觀人數為1,450,000人次。

## 歷史
夏威夷國家公園設立於1916年，哈莱阿卡拉國家公園與夏威夷島的夏威夷火山國家公園（Hawaiʻi Volcanoes National Park）最初是夏威夷國家公園的一部分（夏威夷島上的冒納羅亞火山和基拉韋厄火山亦是夏威夷國家公園的一部分）。1961年，夏威夷島的夏威夷火山國家公園被改設成一個獨立的國家公園，1980年，夏威夷火山國家公園並被指定為生物圈保護區。

## 外部連結
- 官方網站 國家公園局 哈莱阿卡拉國家公園 （页面存档备份，存于）